# Lingua tumbuka
La lingua tumbuka è una lingua africana, appartenente al ceppo delle lingue bantu orientali.

## Diffusione
La lingua tumbuka viene parlata prevalentemente in Zambia e Malawi. Secondo i dati del censimento 2010 del Malawi i locutori madrelingua del tumbuka erano 2,2 milioni; secondo dati del 2006, invece, i parlanti madrelingua nel territorio zambiano sono circa 480.000.

## Descrizione
Dalle popolazioni che la parlano, la lingua tumbuka è chiamata chitumbuka; "chi" significa "la lingua di", analogamente alla funzione del "ki" in kiSwahili, o del "se" in seTswana.
Il tumbuka è una lingua creata da un regime letterario molto rigido. Ad esempio, la pressoché totalità dei verbi inizia con la lettera "k", e finisce con una vocale forte, ma mai accentata. Sono presenti, tuttavia, differenze linguistiche, anche sostanziali da un'area di lingua tumbuka ad un'altra; ad esempio, nel distretto di Rumphi, nel Malawi, la lingua denota rilevanti modifiche di sintassi, ma anche del lessico stesso, con l'aggiunta di articoli locali, e con la creazione di nuovi predicati, sconosciuti nel resto dell'area a lingua tumbuka.